# Exoskelet
Exoskelet er betegnelsen for et mekanisk, stivgørende strukturelement, der sidder uden på en organisme i stedet for indeni. Exoskeletter findes hos bl.a. insekter og krebsdyr. Et eksempel er rejeskaller; rejer har ikke indre skeletter som dem, man finder hos pattedyr, i stedet sidder deres skelet udenpå.

## Typer
- Knogler og bindevæv
  - Ostracodermer (uddød fisk)
  - Skildpadder
- Kitin
  - Leddyr
  - nogle Bakterier
- Karbonater
  - Koraler
  - Echinodermer
  - Bløddyr
  - nogle Havbørsteorme
- Silikater
  - diatoméer
  - Radiolarier

## Menneskelige exoskeletter
Mennesket benytter kunstige exoskeletter til ekstra beskyttelse. Et eksempel er fordums tiders rustning som blev brugt til beskyttelse i kamp. Nutildags benyttes kunstige exoskeletter til støtte, hvor det indre skelet ikke er funktionsdygtigt, f.eks. ved benbrud eller ledproblemer.

## I fremtiden
|  | Spekulativt afsnit Bemærk at dette afsnit er præget af spekulationer og bør omskrives så fakta er understøttet af verificerbare kilder. |

Menneskene prøver på at udvikle perfekte rustninge, dragter og exoskeletter så som de "menneskelige exoskeletter", du kan læse om ovenfor. Der er visioner om, at militæret og deres soldater måske i fremtiden vil begynde at benytte sig af sådanne dragter/rustninger eller noget, der ligner, fx high tech-dragter. Visionen kan siges allerede at være en realitet (næsten), med HAL 5, der står for Hybrid Assistive Limb, udviklet af et japansk forskerhold. Det er en hvid "dragt", der er åben til kroppens sårbare steder, da den ikke er til militært brug, men til hjælp med hårdt arbejde, eller til at genoptræne skadede personer, der har været ude for ulykker. Den har været demonstreret i Danmark. Dragen har ledninger med sugekopper, der sidder på huden, der hvor nerverne befinder sig. På denne måde kan et menneske med den på udnytte den til at bære omkring fem gange mere, end dragtens bærer normalt vil være i stand til. 

## I fiktion
I science fiction-litteratur, film, tegneserier og spil, optræder exoskeletter ofte som high tech-rustninger. Der bliver såvel brugt af superhelte, militær og alminelige mennesker. Et godt eksempel er spartanernes rustninge/dragt i Halo, som bæres af spartanere som Master Chief. Andre eksempler er Iron Man og Batman.
| Biologi | Spire Denne artikel om biologi er en spire som bør udbygges. Du er velkommen til at hjælpe Wikipedia ved at udvide den. |